# Maria Beatrix van Oostenrijk-Este
Maria Beatrix van Oostenrijk-Este (Duits: Maria Beatrix Anna Franziska, Erzherzogin von Österreich-Este, Prinzessin von Modena) (Modena, hertogdom Modena en Reggio, 13 februari 1824 - Graz, Stiermarken, Oostenrijk-Hongarije, 18 maart 1906) was een lid van het huis Oostenrijk-Este en was aartshertogin en prinses van Oostenrijk en prinses van Hongarije, Bohemen en Modena. Door haar huwelijk met Juan, graaf van Montizón, werd Maria Beatrix eveneens lid van de Spaanse tak van het huis Bourbon. Juan was de carlistische pretendent op de Spaanse troon van 1860 tot 1868, en de legitimistische pretendent op de Franse troon van 1883 tot 1887. Maria Beatrix was het vierde en jongste kind van Frans IV van Modena en Maria Beatrix van Savoye.
In 1847 trouwde zij te Modena met Juan de Borbón (1822-1887). Uit het huwelijk werden twee zoons geboren: Carlos María de los Dolores (1848-1909) en Alfonso Carlos (1849-1936).